# Jens Nygård
Jens Nygård (Närpiö, 8 de janeiro de 1978) é um futebolista finlandês.